# Sistema inquisitorial

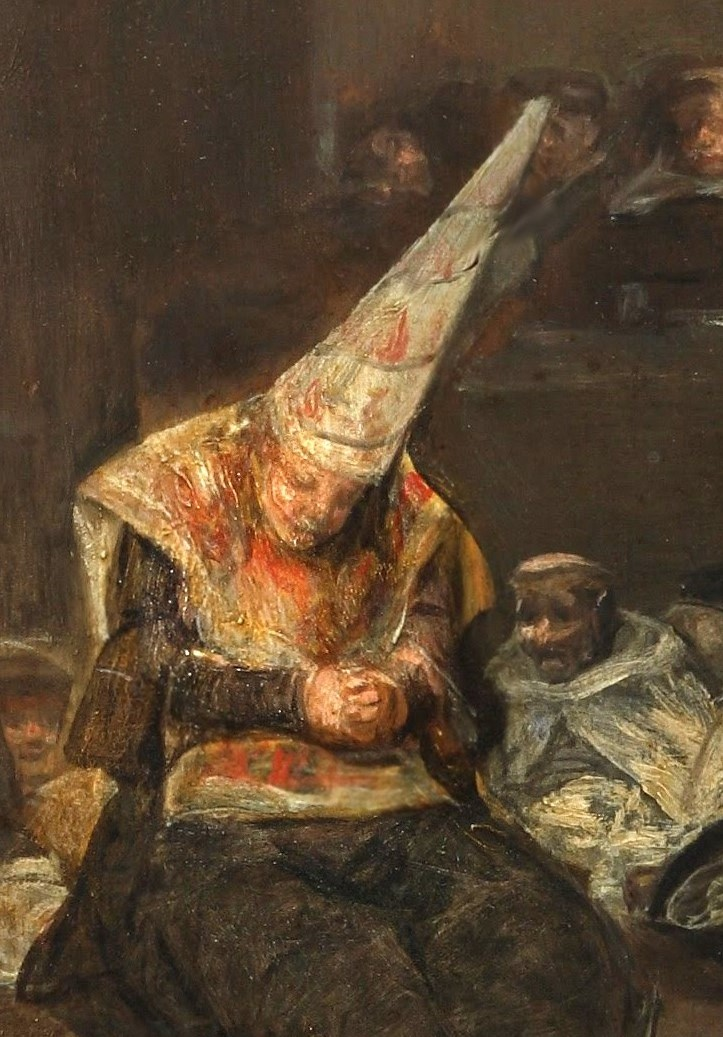
Detalhe da obra O Tribunal da Inquisição de Francisco de Goya (1812-1819)

Um sistema inquisitorial é um sistema jurídico em que o tribunal ou uma parte do tribunal está ativamente envolvida na investigação dos fatos do caso, ao contrário de um sistema acusatório, onde o papel do juíz é essencialmente a de um árbitro imparcial entre a acusação e a defesa. Sistemas inquisitoriais são usados em alguns países com sistema romano-germânico, em oposição aos sistemas de jurisprudência. Também os países que utilizam a jurisprudência, inclusive dos Estados Unidos, podem utilizar um sistema inquisitorial para audiências resumo, no caso de delitos, tais como pequenas violações de trânsito. De fato, a distinção entre o sistema acusatório e inquisitório é teoricamente independente da diferença entre os sistemas civil legal e o de jurisprudências. Alguns juristas consideram o termo "inquisitorial" enganoso, e preferem a palavra "não adversariais".
O sistema inquisitorial aplica-se a questões de procedimento criminal, por oposição às questões de direito material, isto é, que determina como inquéritos criminais e julgamentos sejam realizados, e não o tipo de crimes para os quais um pode ser processado, nem as frases que eles carregam. É mais facilmente usado em alguns sistemas romano-germânicos. No entanto, alguns juristas não reconhecem essa dicotomia e consulte o procedimento e material das relações jurídicas como sendo interligadas e parte de uma teoria da justiça como aplicadas de forma diferente em várias culturas jurídicas.
Em algumas jurisdições, o juiz pode participar no inquérito de averiguação por questionar as testemunhas, mesmo em processo contraditório. As regras de admissibilidade das provas também podem permitir que o juiz a agir mais como um inquisidor que um árbitro da justiça.
Embora os tribunais internacionais destinados a julgar os crimes contra a humanidade, tais como o Julgamento de Nuremberg e o Tribunal Penal Internacional, geralmente usado uma versão do sistema acusatório, que também incorporou algumas características-chave do sistema inquisitorial, tais como o uso de carreira profissional juízes, e no caso do Tribunal Penal Internacional, o uso de um pré-julgamento ou análise de divisão de investigação.